# Rain on Your Parade
Rain On Your Parade – singiel pochodzący z albumu Rockferry Deluxe Edition walijskiej piosenkarki Duffy. 17 listopada 2008 roku został wydany w Wielkiej Brytanii, natomiast 1 grudnia 2008 roku w Stanach Zjednoczonych.

## Teledysk
Klip do tego utworu pojawił się w serwisie YouTube już w dzień wydania singla. Teledysk utrzymany jest w czarno-białej stylistyce.

## Lista utworów
UK CD single
1. "Rain on Your Parade"
2. "Syrup & Honey"

UK 7" vinyl single
1. "Rain on Your Parade"
2. "Smoke Without Fire"

Australian Digital Download EP
1. "Rain on Your Parade" (Duffy, Steve Booker)
2. "Syrup & Honey"
3. "Smoke Without Fire"
4. "Big Flame" (Richard J. Parfitt)

German Maxi Single
1. "Rain on Your Parade" (Duffy, Steve Booker)
2. "Syrup & Honey"
3. "Smoke Without Fire"
4. "Big Flame" (Richard J. Parfitt)
5. "Rain on Your Parade Video"

## Historia wydania
| Miejsce           | Data              | Format                      |
| ----------------- | ----------------- | --------------------------- |
| Wielka Brytania   | 9 listopada 2008  | Digital download            |
| Wielka Brytania   | 17 listopada 2008 | CD Single                   |
| Stany Zjednoczone | 1 grudnia 2008    | Digital download, CD single |
| Niemcy            | 5 grudnia 2008    | Digital download, CD single |

## Notowania
| Notowanie (2008/2009)         | Najwyższa pozycja |
| ----------------------------- | ----------------- |
| Belgian Singles Chart         | 27                |
| Czech IFPI Singles Chart      | 40                |
| Dutch Top 40                  | 31                |
| Irish Singles Chart           | 50                |
| Norway Singles Chart          | 17                |
| Spain Top 40                  | 15                |
| Swedish Singles Chart         | 32                |
| UK Singles Chart              | 15                |
| Austria Singles Top 75        | 29                |
| Germany Singles Top 100       | 29                |
| Italian Singles Chart         | 10                |
| Swiss Singles Chart           | 25                |
| Latvian Airplay Top 50        | 10                |
| Australian ARIA Singles Chart | 55                |